# 메시에 19

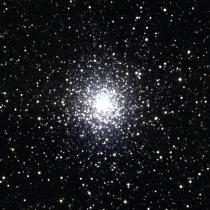
M19

메시에 M19(NGC 6273)는 뱀주인자리에 있는 구상 성단이다. 1764년 샤를 메시에가 메시에 천체 목록에 넣었다.
M19은 은하 중심부에 근접해 있으며(5,200광년 떨어진), 지구에서 28,000광년 떨어져 있다. 겉보기 등급은 +7.47등급, 시직경은 17분으로, 반경은 약 70 광년이다.

## 같이 보기
- 메시에 천체 목록